# Dobra (Bolesławiec)
Pour les articles homonymes, voir Dobra.
Dobra (prononciation : [ˈdɔbra]) est un village de Pologne, situé dans la voïvodie de Basse-Silésie. Il fait partie de la gmina de Bolesławiec, dans le powiat de Bolesławiec.